# Football Club Cincinnati
 (février 2023).
Maillots
Actualités
Dernière mise à jour : 21 octobre 2022.
Le FC Cincinnati est un club américain de football (soccer) évoluant en Major League Soccer à partir de 2019, basé à Cincinnati, en Ohio.

## Histoire

### Les fondations du club
En mai 2015, les premières rumeurs d'une nouvelle franchise de USL à Cincinnati se déploient à travers les médias. Diverses spéculations sur la nature et l'identité du groupe impliqué dans ce projet font leur apparition, notamment au sujet de la relation avec les Bengals de Cincinnati, les Dutch Lions de Cincinnati ou encore les Kings de Cincinnati. Il est alors évoqué que la famille Lindner, à la tête du American Financial Group basé à Cincinnati, serait le nouveau propriétaire de la franchise, Carl Lindner III représente les intérêts de la famille à l'occasion d'une conférence de presse.
Par la suite, le 12 août 2015, le FC Cincinnati est officiellement annoncé comme la 26e franchise de USL et dévoile le nom de son premier entraîneur, avec John Harkes et de son stade, le Nippert Stadium.

### Première saison: premiers succès et attrait pour la MLS
Le 26 mars 2016, le FC Cincinnati participe à la première rencontre officielle de son histoire en affrontant le Battery de Charleston (défaite 1-0) lors de la première semaine de United Soccer League. La semaine suivante, l'équipe l'emporte 2-1 sur le terrain du Bethlehem Steel FC avant de jouer sa rencontre inaugurale au Nippert Stadium de Cincinnati contre le Independence de Charlotte. Après cette victoire 2-1, la franchise établit un nouveau record d'affluence dans la ligue avec 20 487 spectateurs contre Louisville le 16 avril. Un mois plus tard, ce même record est battu au Nippert Stadium contre les Riverhounds de Pittsburgh le 14 mai lorsque 23 375 spectateurs soutiennent leur équipe dans une victoire 1-0. En fin de saison, contre l'équipe réserve du Orlando City, le 17 septembre, la franchise établit un nouveau record avec 24 376 spectateurs. Au cours de l'été, le FC Cincinnati affronte Crystal Palace (0-2) à l'occasion d'une rencontre amicale où 35 061 supporters font le déplacement, un record pour une partie de soccer en Ohio.
Le 2 octobre 2016, le FC Cincy accueille sa première rencontre en séries éliminatoires de la USL contre le Battery de Charleston mais s'incline sur un score de 2-1 en quart de finale de conférence. Une fois de plus, une affluence record pour la USL est enregistrée avec 30 187 spectateurs.
Après cette première saison tant marquée par un succès sportif que populaire et la capacité du FC Cincinnati à attirer des équipes internationales comme une large couverture médiatique, la franchise est régulièrement mentionnée comme une des favoris à la prochaine vague d'expansion de la Major League Soccer. Le 29 novembre 2016, le commissaire de la MLS, Don Garber, visite Cincinnati où il rencontre les dirigeants du club, visite ses installations et est l'invité de marque d'une soirée à l'hôtel de ville, entouré par des entrepreneurs et des soutiens locaux ainsi que de l'ancien joueur de MLS, Taylor Twellman. Lorsque Don Garber indique le 31 janvier 2017 comme date limite aux candidatures pour les prochaines expansions, le FC Cincinnati se déclare comme candidat,.

### Saison inaugurale en MLS en 2019
À partir de la saison 2019, le FC Cincinnati rejoint la MLS. Le Suisse Leonardo Bertone, en inscrivant un but à la 13e minute de jeu contre le Sounders FC de Seattle, est le premier joueur de l'histoire du club à marquer un but pour le FC Cincinnati en MLS. Le FC Cincinnati s'incline 4 buts à 1 au terme de cette première rencontre.

## Rivalités
Pour des raisons géographiques, le FC Cincinnati a deux principaux rivaux, à savoir Louisville City et les Riverhounds de Pittsburgh.
Louisville se trouve à environ 160 kilomètres, au Kentucky, et les principales équipes universitaires des deux villes - les Cardinals de Louisville et les Bearcats de Cincinnati - connaissent de fortes rivalités sportives. Par conséquent, les deux équipes se font face dans le cadre de la River Cities Cup.
Les Riverhounds de Pittsburgh sont situés à 460 kilomètres et sont ainsi la deuxième équipe la plus proche du FC Cincinnati. La rivalité entre les deux clubs découle de celle existante entre les deux équipes de football de ces villes, les Bengals de Cincinnati et les Steelers de Pittsburgh évoluant en NFL. Leur premier affrontement, le 14 mai 2016, donne lieu à une affluence record en USL avec 23 375 spectateurs.
Dans une moindre mesure, Cincinnati entretient une rivalité avec l'Independence de Charlotte, les deux formations s'affrontant pour la Queen City Cup.

## Propriété

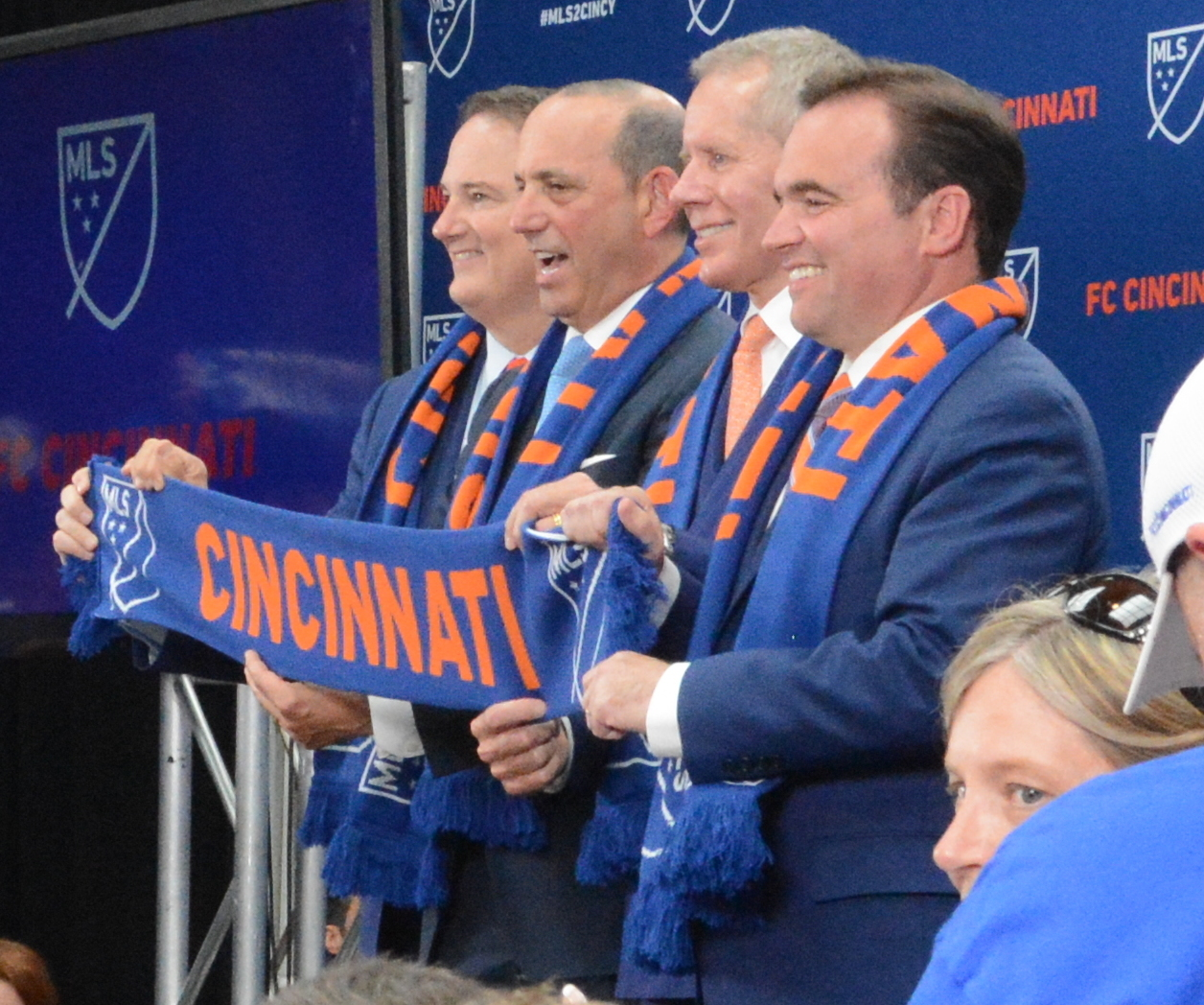
Le co-PDG du club, Jeff Berding, le commissaire de la MLS, Don Garber, le propriétaire et PDG du club, Carl Lindner III, et l'ancien maire de Cincinnati, John Cranley

L'ancien dirigeant des Cincinnati Bengals, Jeff Berding, était le président et directeur général original du club, et en 2022, il a été promu co-PDG,. Le PDG et propriétaire majoritaire de l'équipe est Carl Lindner III, PDG de American Financial Group, avec Scott Farmer également comme propriétaire principal,. Le groupe de propriétaires original du club lors de leur ère USL comprenait également Chris Lindner (fils de Carl III), David L. Thompson, Jeff Berding, Scott Farmer, Steve Hightower, George Joseph, Mike Mossel (qui est propriétaire des Dayton Dutch Lions), et Jack Wyant.

## Supporters

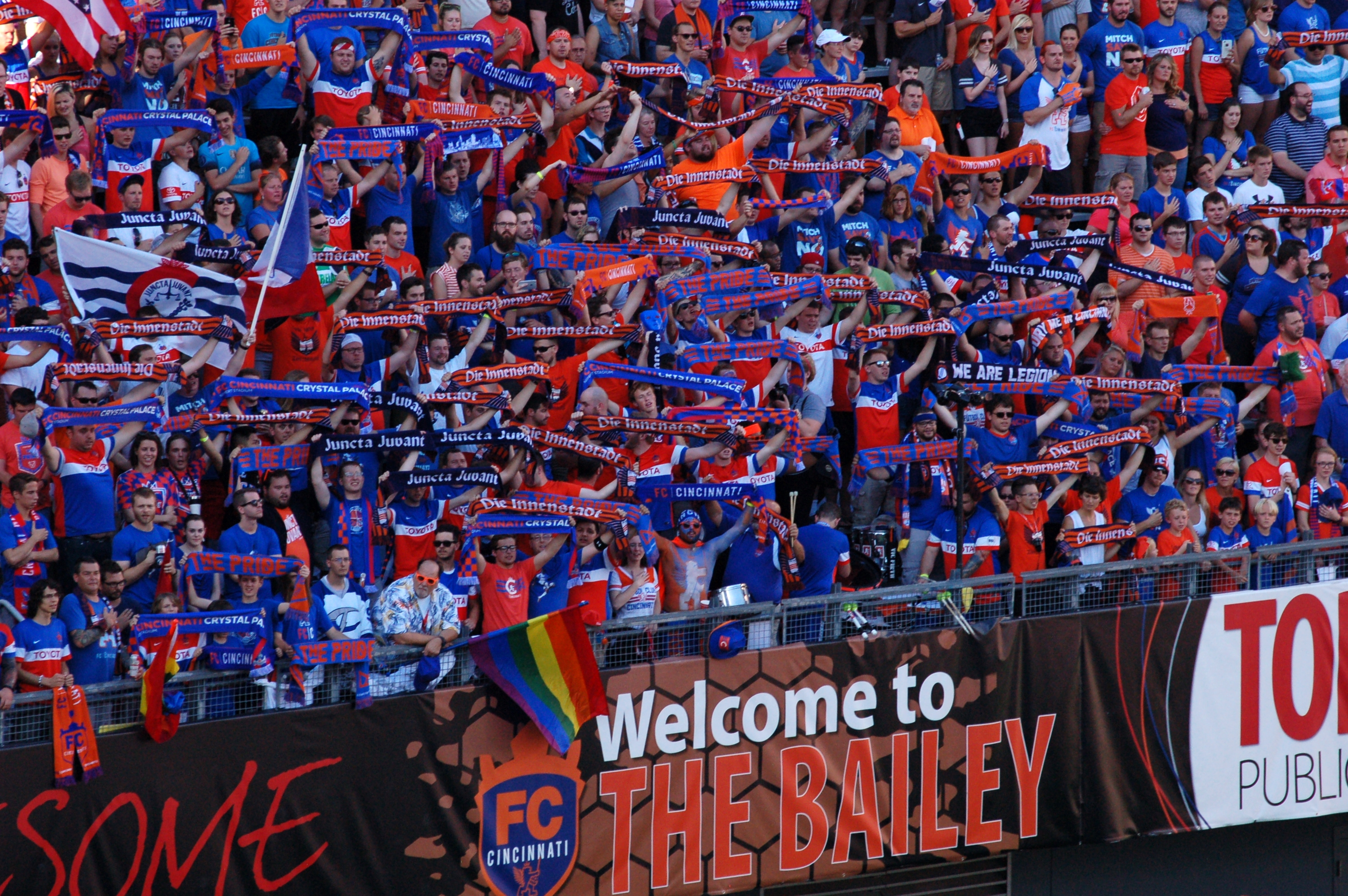
« The Bailey », la section ouverte aux plus fervents partisans.

Le FC Cincinnati s'est rapidement installé comme l'une des franchises les plus soutenues dans les ligues inférieures d'Amérique du Nord avec de fréquentes affluences au-delà de 15 000 spectateurs. Le club dispose de six groupes de supporters à l'occasion de sa saison inaugurale en 2016. Les deux principaux groupes étant Die Innenstadt, rappelant la forte communauté allemande dans l'État et dans la ville plus particulièrement, et The Pride dont l'histoire remonte à l'été 2015, avant l'annonce officielle de l'intégration de la franchise en USL. Tous ces groupes se retrouvent dans la tribune nord du stade, une section baptisée « The Bailey » où les supporters demeurent debout tout au long de la rencontre.

## Palmarès et résultats

### Palmarès
| Compétitions nationales                                                                                       | Trophées mineurs                                                                          |
| - Supporters' Shield (1) - Vainqueur : 2023. - United Soccer League - Vainqueur de la saison régulière : 2018 | - Queen City Cup (2) - Vainqueur : 2016 et 2017 - River Cities Cup (1) - Vainqueur : 2016 |

### Bilan par saison
| Saison        | Niv. | Ligue | Saison régulière | Saison régulière | Saison régulière | Saison régulière | Saison régulière | Saison régulière | Saison régulière | Position | Position | Coupe USL                 | US Open Cup         | Ligue des champions CONCACAF | Affl. moy. saison régulière | Affl. moy. séries éliminat. |
| Saison        | Niv. | Ligue | M                | V                | N                | D                | BP               | BC               | Pts              | Conf.    | Ligue    | Coupe USL                 | US Open Cup         | Ligue des champions CONCACAF | Affl. moy. saison régulière | Affl. moy. séries éliminat. |
| ------------- | ---- | ----- | ---------------- | ---------------- | ---------------- | ---------------- | ---------------- | ---------------- | ---------------- | -------- | -------- | ------------------------- | ------------------- | ---------------------------- | --------------------------- | --------------------------- |
| 2016          | 3    | USL   | 30               | 16               | 8                | 6                | 41               | 27               | 56               | 3e/14    | 3e/29    | Premier tour              | Troisième tour      | Non qualifié                 | 17 296                      | 30 187                      |
| 2017          | 2    | USL   | 32               | 12               | 10               | 10               | 46               | 48               | 46               | 6e/15    | 14e/30   | Premier tour              | Demi-finale         | Non qualifié                 | 21 198                      | N/A                         |
| 2018          | 2    | USL   | 34               | 23               | 8                | 3                | 72               | 34               | 77               | 1er/16   | 1er/32   | Demi-finale de conférence | Quatrième tour      | Non qualifié                 | 25 717                      | 18 417                      |
| Entrée en MLS |      |       |                  |                  |                  |                  |                  |                  |                  |          |          |                           |                     |                              |                             |                             |
| Saison        | Niv. | Ligue | Saison régulière | Saison régulière | Saison régulière | Saison régulière | Saison régulière | Saison régulière | Saison régulière | Position | Position | Coupe MLS                 | US Open Cup         | Ligue des champions CONCACAF | Affl. moy. saison régulière | Affl. moy. séries éliminat. |
| Saison        | Niv. | Ligue | M                | V                | N                | D                | BP               | BC               | Pts              | Conf.    | Ligue    | Coupe MLS                 | US Open Cup         | Ligue des champions CONCACAF | Affl. moy. saison régulière | Affl. moy. séries éliminat. |
| 2019          | 1    | MLS   | 34               | 6                | 6                | 22               | 31               | 75               | 24               | 12e/12   | 12e/24   | Non qualifié              | Huitièmes de finale | Non qualifié                 | 27 336                      | N/Q                         |
| 2020          | 1    | MLS   | 23               | 4                | 4                | 15               | 12               | 36               | 16               | 14e/14   | 26e/26   | Non qualifié              | Non tenue           | Non qualifié                 | N/Q                         | N/Q                         |
| 2021          | 1    | MLS   | 34               | 4                | 8                | 22               | 37               | 74               | 20               | 14e/14   | 27e/27   | Non qualifié              | Non tenue           | Non qualifié                 | 21 175                      | N/Q                         |
| 2022          | 1    | MLS   | 34               | 12               | 13               | 9                | 64               | 56               | 49               | 5e/14    | 10e/28   | Demi-finale de conférence | Quatrième tour      | Non qualifié                 | 22 503                      | N/A                         |

#### Meilleurs buteurs par saison[20]
| Saison | Meilleurs buteurs | Meilleurs buteurs |
| Saison | Joueurs           | Buts              |
| ------ | ----------------- | ----------------- |
| 2016   | Sean Okoli        | 17                |
| 2017   | Djiby Fall        | 16                |
| 2018   | Emmanuel Ledesma  | 16                |
| 2019   | Allan Cruz        | 7                 |
| 2020   | Yuya Kubo         | 3                 |
| 2021   | Brenner           | 8                 |
| 2022   | Brandon Vazquez   | 19                |
| 2023   |                   |                   |

## Stadium

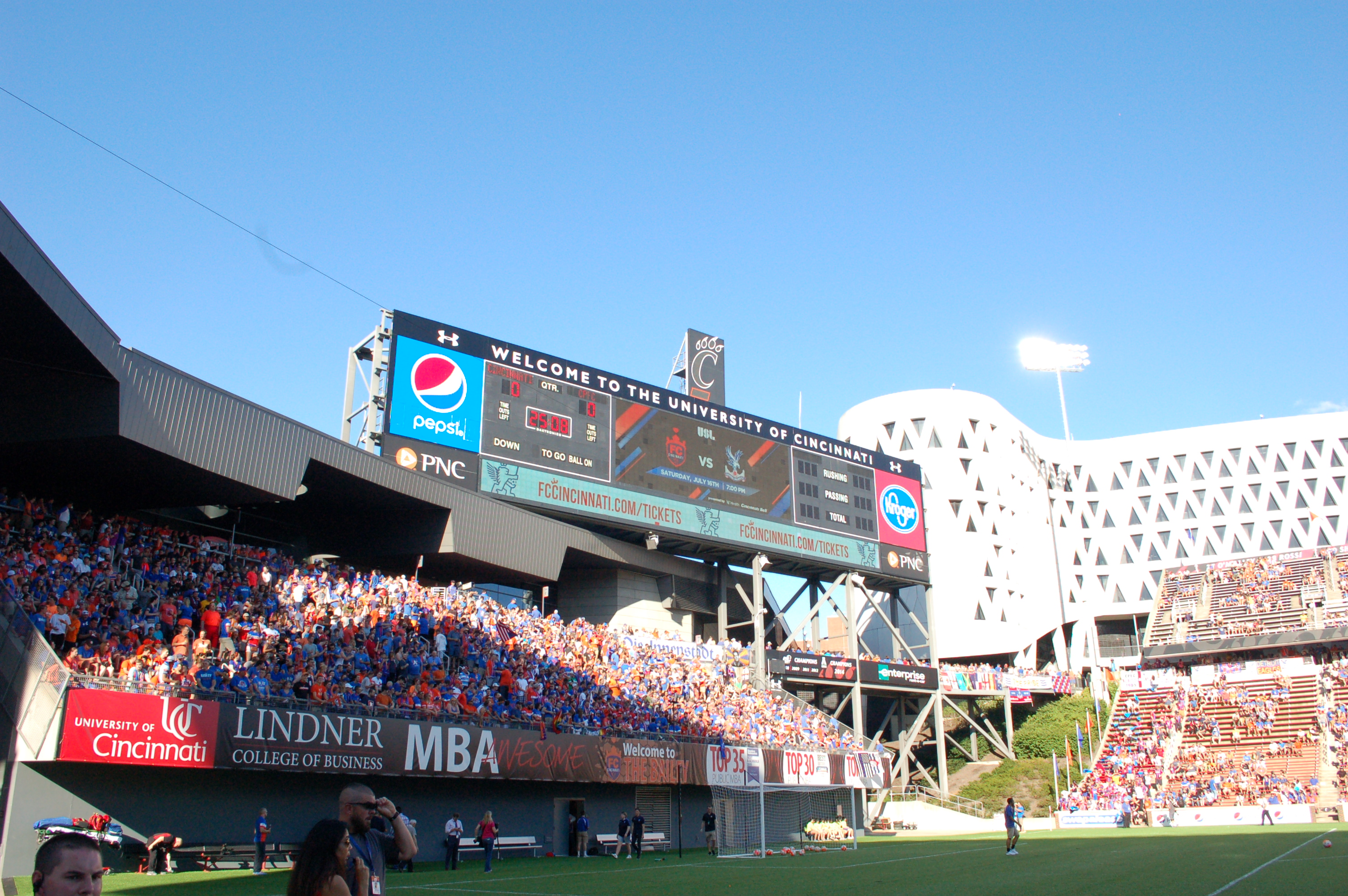
Le Nippert Stadium pendant une rencontre.

Le FC Cincinnati évolue au Nippert Stadium, dans le centre-ville de Cincinnati. Le stade est également le domicile des Bearcats de Cincinnati. Le Nippert Stadium peut accueillir plus de 30 000 spectateurs dans une configuration destinée au football américain mais les dernières rénovations permettent au FC Cincinnati d'y évoluer. Le club limite volontairement la capacité de son stade à 25 000 places pour ses rencontres de USL. Le « Bailey » est la section consacrée aux groupes de supporters.
Lors de la saison 2016, le FC Cincinnati joue contre Crystal Palace et attire une foule de 35 061 spectateurs dans cette rencontre amicale jouée au cœur de l'été. En fin de saison, lors du quart de finale de conférence contre le Battery de Charleston, le FC Cincinnati est éliminé devant 30 187 spectateurs.

## Personnalités du club

### Entraîneurs
Lors de son entrée dans la United Soccer League, le 12 août 2015, le FC Cincinnati dévoile le nom de son premier entraîneur, avec John Harkes. Après une première bonne saison et alors qu'il se prépare pour la suivante, Harkes connaît des difficultés avec ses dirigeants et, le 17 février 2017, il est officiellement annoncé que le club se sépare de son entraîneur, au profit d'Alan Koch.
Le tableau suivant présente la liste des entraîneurs du club depuis 2016.
| Rang | Entraîneur                | Nationalité    | Début             | Fin               | Matchs | Victoires | Nuls | Défaites | % victoires | Palmarès                          |
| ---- | ------------------------- | -------------- | ----------------- | ----------------- | ------ | --------- | ---- | -------- | ----------- | --------------------------------- |
| 1    | John Harkes               | États-Unis     | 12 août 2015      | 17 février 2017   | 33     | 17        | 8    | 8        | 51.52 %     |                                   |
| 2    | Alan Koch                 | Afrique du Sud | 17 février 2017   | 7 mai 2019        | 88     | 42        | 23   | 23       | 47.73 %     | 1x Saison régulière de USL (2018) |
| 3    | Yoann Damet (intérim)     | France         | 7 mai 2019        | 4 août 2019       | 15     | 4         | 0    | 11       | 26.67 %     |                                   |
| 4    | Ron Jans                  | Pays-Bas       | 4 août 2019       | 18 février 2020   | 10     | 1         | 4    | 5        | 10 %        |                                   |
| 5    | Jaap Stam                 | Pays-Bas       | 21 mai 2020       | 27 septembre 2021 | 47     | 8         | 13   | 26       | 17.02 %     |                                   |
| 6    | Tyrone Marshall (intérim) | Jamaïque       | 27 septembre 2021 | 14 décembre 2021  | 9      | 0         | 0    | 9        | 0 %         |                                   |
| 7    | Pat Noonan                | États-Unis     | 14 décembre 2021  | En poste          | 36     | 13        | 13   | 10       | 36.11 %     |                                   |

### Effectif actuel (2025)

#### Joueurs prêtés
Le tableau suivant liste les joueurs en prêt pour la saison 2024.
| Joueurs prêtés |    |                        |                |                     |                   |              |  |
| \| N° \| P. \| Nat. \| Nom \| Date de naissance \| Sélection \| Club en prêt \| \| \| – \| M \| \| Marco Angulo \| 08/05/2002 (23 ans) \| Équateur \| LDU Quito \| \| \| – \| A \| \| Álvaro Barreal \| 17/08/2000 (24 ans) \| Argentine -20 ans \| Santos \| \| |    |                        |                |                     |                   |              |  |
| N° | P. | Nat.                   | Nom            | Date de naissance   | Sélection         | Club en prêt |  |
| – | M  | Drapeau de l'Équateur  | Marco Angulo   | 08/05/2002 (23 ans) | Équateur          | LDU Quito    |  |
| – | A  | Drapeau de l'Argentine | Álvaro Barreal | 17/08/2000 (24 ans) | Argentine -20 ans | Santos       |  |

| N° | P. | Nat.                   | Nom            | Date de naissance   | Sélection         | Club en prêt |  |
| –  | M  | Drapeau de l'Équateur  | Marco Angulo   | 08/05/2002 (23 ans) | Équateur          | LDU Quito    |  |
| –  | A  | Drapeau de l'Argentine | Álvaro Barreal | 17/08/2000 (24 ans) | Argentine -20 ans | Santos       |  |